# Потіграфу
Потіграфу (рум. Potigrafu) — село у повіті Прахова в Румунії. Входить до складу комуни Горгота.
Село розташоване на відстані 38 км на північ від Бухареста, 18 км на південь від Плоєшті, 104 км на південь від Брашова.

## Населення
За даними перепису населення 2002 року у селі проживали 1395 осіб.
Національний склад населення села:
| Національність | Кількість осіб | Відсоток |
| -------------- | -------------- | -------- |
| румуни         | 1381           | 99,0%    |
| цигани         | 10             | 0,7%     |

Рідною мовою назвали:
| Мова      | Кількість осіб | Відсоток |
| --------- | -------------- | -------- |
| румунська | 1382           | 99,1%    |
| циганська | 10             | 0,7%     |